# Université pontificale Javeriana
L'université pontificale Javeriana (en espagnol : Pontificia Universidad Javeriana [PUJ]) est une université catholique colombienne fondée par les Jésuites en 1604. Supprimée en 1767, elle renait en 1931 et est aujourd'hui (début du XXIe siècle) l'une des plus importantes et plus prestigieuses institutions académiques de Colombie, comptant plus de 24 000 étudiants et plus de 3 000 enseignants. L'université pontificale Javeriana' est une des 28 universités d'Amérique latine faisant partie du réseau d'institutions académiques de tradition éducative jésuite.

## Historique

### Période coloniale (1604-1767)
Le premier collège d'études secondaires ouvert par les Jésuites à Bogota fut fondé en 1604. Quelques années plus tard il passe au niveau académique supérieur et, en 1623, les grades universitaires conférés (principalement en théologie et philosophie) par l'établissement furent reconnus par l'Audience et l'Église catholique. 
L'expulsion des Jésuites en 1767 de l'Espagne et de ses colonies interrompt cette première université. L'institution passe en d'autres mains.

### Période actuelle (depuis 1930)
L'université est refondée en 1930 par les Jésuites colombiens, avec le soutien de la 'Congrégation pour l'éducation catholique' du Saint-Siège. Les premiers cours ont lieu en 1931. Comme pour toute 'université pontificale' préférence est donnée au départ, aux sciences ecclésiastiques: théologie, Écriture sainte, philosophie et droit canon. En 1937, elle obtient reconnaissance officielle et est érigée en 'université pontificale' par le Saint-Siège. De multiples autres sciences sont introduites et de nombreuses facultés et départements s'ouvrent par après. 
En 1973, une antenne est ouverte à Cali, seconde ville du pays.

## Organisation
La PUJ compte actuellement (en 2021) 2 implantations territoriales, (Bogota et Cali), et comprend 18 facultés.

## Personnalités liées à l'université

### Étudiants
- Ernesto Samper, président de la Colombie de 1994 à 1998.